# Liste der Monuments historiques in Haulchin
Die Liste der Monuments historiques in Haulchin führt die Monuments historiques in der französischen Gemeinde Haulchin auf.

## Liste der Bauwerke
| Bezeichnung                                        | Beschreibung | Standort | Kennzeichnung | Schutzstatus | Datum | Bild |
| -------------------------------------------------- | ------------ | -------- | ------------- | ------------ | ----- | ---- |
| Pyramide zur Erinnerung an die Schlacht von Denain | 1875         | (Lage)   | PA00107547    | Classé       | 1875  |      |

## Liste der Objekte
- Monuments historiques (Objekte) in Haulchin in der Base Palissy des französischen Kultusministeriums